# Ellen Venker
Ellen Venker (Boskoop, 26 november 1983) is een Nederlands softballer.
Venker kwam uit voor de vereniging Alphians uit Alphen aan den Rijn, Schiedam, DSC '74 uit Haarlem, Euro Stars uit Capelle aan den IJssel en komt nu uit voor de Central Michigan University. Ze is achtervanger slaat zowel links als rechtshandig en gooit rechtshandig. Venker was lid van het Olympische team dat deelnam aan de zomerspelen van 2008 te Peking. Ze is lid van het Nederlands damessoftbalteam sinds november 2002 en heeft tot op heden 45 interlands gespeeld. In 2005 won ze de onderscheiding voor het hoogste aantal gestolen honken in de hoofdklasse. Venker studeert aan de Central Michigan University in Amerika.
Noémi Boekel · 
Marloes Fellinger · 
Sandra Gouverneur · 
Petra van Heijst · 
Judith van Kampen · 
Kim Kluijskens · 
Saskia Kosterink · 
Jolanda Kroesen · 
Daisy de Peinder · 
Marjan Smit · 
Rebecca Soumeru · 
Nathalie Timmermans · 
Ellen Venker · 
Britt Vonk · 
Kristi de Vries